# کاپرایا لیمیته
کاپرایا لیمیته (به ایتالیایی: Capraia e Limite) یک کومونه در ایتالیا است که در استان فلورانس واقع شده‌است.

## خصوصیات
کاپرایا لیمیته ۲۵٫۰ کیلومترمربع مساحت و ۶٬۷۰۵ نفر جمعیت دارد و ۲۸ متر بالاتر از سطح دریا واقع شده‌است.